# 科溫鎮區 (伊利諾伊州洛根縣)
科溫鎮區（英語：Corwin Township）是位於美國伊利諾伊州洛根縣的一個行政鎮區。

## 地方資料
根據2010年美國人口普查的數據，科溫鎮區的面積為87.00平方千米，當中陸地面積為86.90平方千米，而水域面積為0.10平方千米。當地共有人口625人，而人口密度為每平方千米7.18人。